# Xã Duckett, Quận Howard, Arkansas
Xã Duckett (tiếng Anh: Duckett Township) là một xã thuộc quận Howard, tiểu bang Arkansas, Hoa Kỳ. Năm 2010, dân số của xã này là 58 người.